# Codolet
 Codolet  es una población y comuna francesa, en la región de Languedoc-Rosellón, departamento de Gard, en el distrito de Nimes y cantón de Bagnols-sur-Cèze.

## Demografía
| 381 | 393 | 386 | 433 | 458 | 558 |
| Para los censos de 1962 a 1999 la población legal corresponde a la población sin duplicidades (Fuente: INSEE [Consultar]) |     |     |     |     |     |